# Trai lá dài
Trai lá dài (danh pháp khoa học: Commelina longifolia) là một loài thực vật có hoa trong họ Commelinaceae. Loài này được Lam. mô tả khoa học đầu tiên năm 1791.